# D90 (Haute-Garonne)

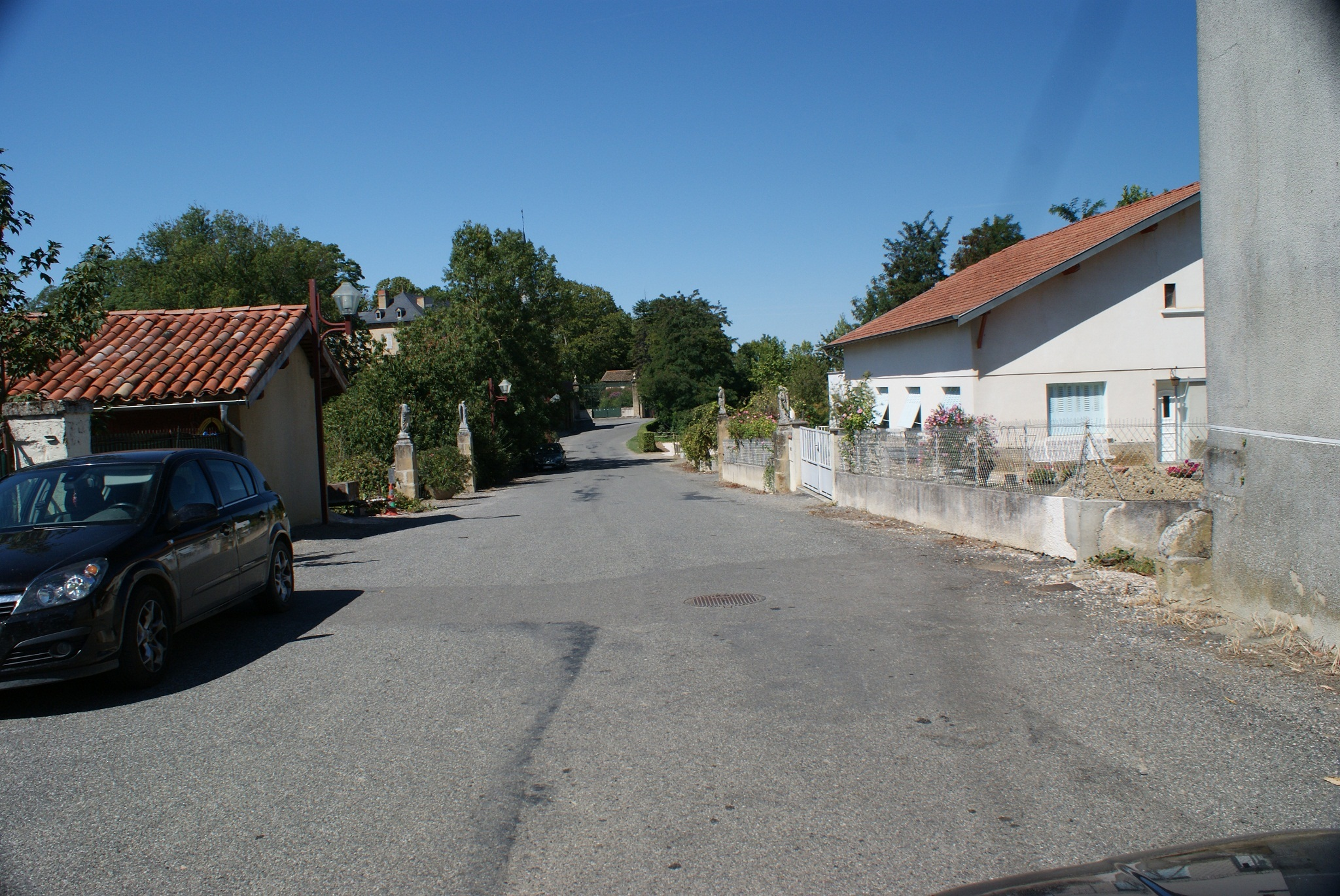
Huis met 6 beelden langs D90 in Péguilhan.

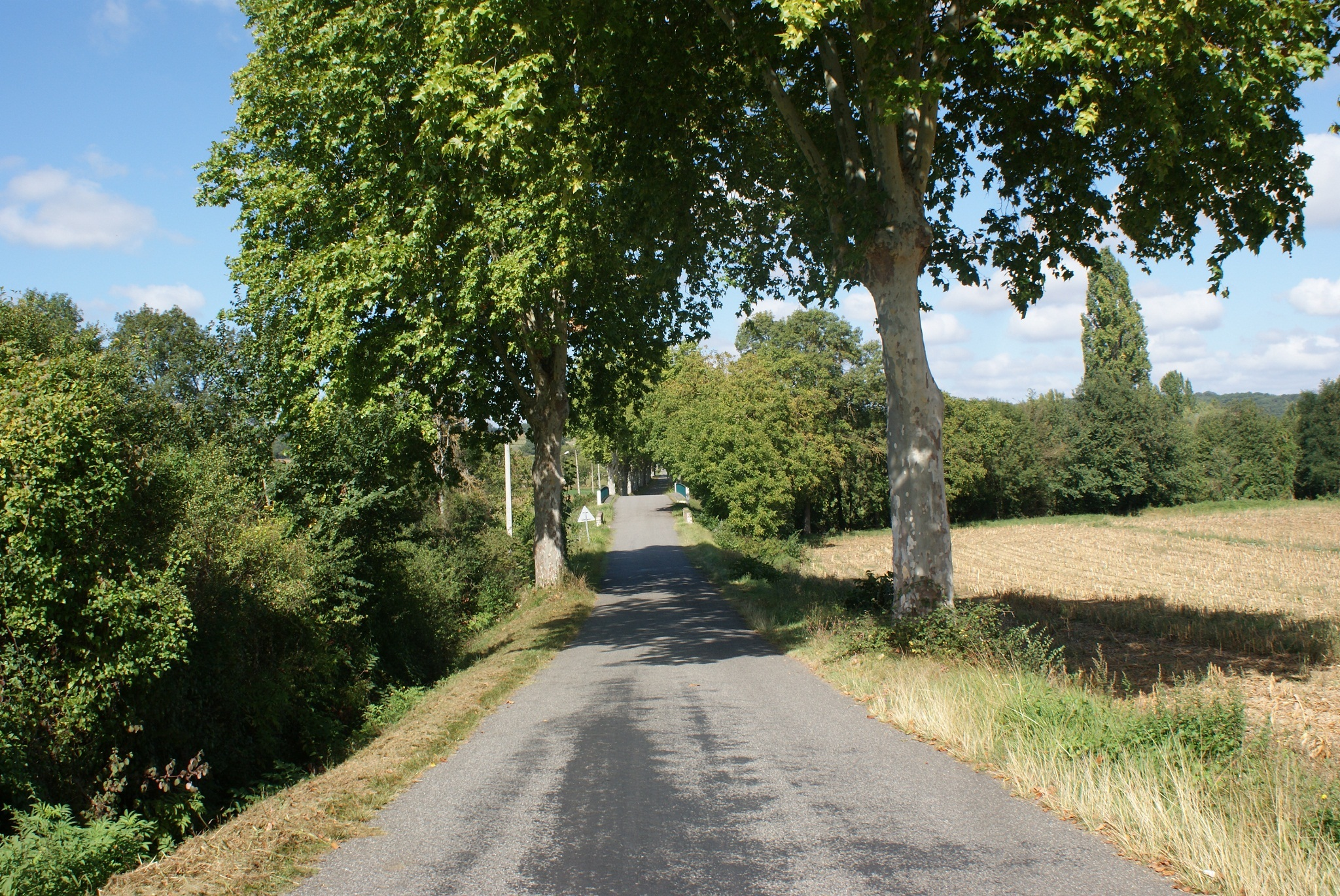
De D90 oostwaarts voor Montbernard.

De D90 is een departementale weg zonder markering met een lengte van 33,5 km, die in het Franse departement Haute-Garonne (regio Occitanie) van west naar noordoost loopt.

## Loop van de D90
De D90 begint in het westen bij het industrieterrein Bartaous aan de D632, die van Tarbes naar Toulouse loopt. Er zijn diverse haarspeldbochten in de weg. In het noordoosten gaat de weg even voor het gehucht L'Espienne over in de D202, die naar wederom de D632 in Lombez vervolgt.

## Plaatsen aan de D90
Van west naar noordoost zijn de plaatsen aan de D90:
| - komt van de D632 - kruist de Gesse - Péguilhan - kruist de D17 | - kruist de Save - Montbernard - kruist de D81 - kruist de D78 | - kruist de D52 - kruist de D55 - gaat over in de D202 |  |